# Lippia pseudothea
Lippia pseudothea là một loài thực vật có hoa trong họ Cỏ roi ngựa. Loài này được (A.St.-Hil.) Schauer mô tả khoa học đầu tiên năm 1847.